# Gamping
Gamping ist ein Distrikt (Kecamatan) im Regierungsbezirk (Kabupaten) Sleman der Sonderregion Yogyakarta im Süden der Insel Java. Der Kecamatan liegt im Süden des Kabupaten und grenzt im Süden an den Kecamatan Banguntapan (Kab. Banjul). im Südwesten an Gondokusuman (Kota Yogyakarta), im Westen an Mlati, im Norden an Ngaglik und Ngemplak, im Osten an Kalasan und im Südosten an Berbah. Ende 2021 zählte der Distrikt 94.312 Einwohner auf 29,50 km² Fläche.

## Verwaltungsgliederung
Der Kecamatan (auch Kapanewon genannt) gliedert sich in vier ländliche Dörfer (Desa, auch Kalurahan genannt):
| PUM-Code 1    | Desa          | Fläche (km²) | Bevölkerung zur Volkszählung 2 | Bevölkerung zur Volkszählung 2 | Bevölkerung zur Volkszählung 2 | Bevölkerung zur Volkszählung 2 | Bevölkerung zur Volkszählung 2 | Bevölkerung zur Volkszählung 2 | Padu- kuhan 4 | RW/ RT 5 |
| PUM-Code 1    | Desa          | Fläche (km²) | 002000                         | 002010                         | Männer                         | Frauen                         | 2020                           | Dichte 3                       | Padu- kuhan 4 | RW/ RT 5 |
| ------------- | ------------- | ------------ | ------------------------------ | ------------------------------ | ------------------------------ | ------------------------------ | ------------------------------ | ------------------------------ | ------------- | -------- |
| 34.04.01.2001 | Balecatur     | 9,86         | 15.662                         | 19.618                         | 10.929                         | 10.853                         | 21.782                         | 2209,13                        | 18            | 53/136   |
| 34.04.01.2002 | Ambarketawang | 6,28         | 17.232                         | 22.003                         | 11.722                         | 11.805                         | 23.527                         | 3746,34                        | 13            | 38/122   |
| 34.04.01.2003 | Banyuraden    | 4,00         | 14.066                         | 18.208                         | 8.942                          | 9.091                          | 18.033                         | 4508,25                        | 8             | 22/78    |
| 34.04.01.2004 | Nogotirto     | 3,49         | 16.079                         | 19.135                         | 9.814                          | 10.076                         | 19.890                         | 5699,14                        | 8             | 39/123   |
| 34.04.01.2005 | Trihanggo     | 5,62         | 13.173                         | 17.856                         | 9.956                          | 10.004                         | 19.960                         | 3551,6                         | 12            | 35/101   |
| 34.04.01      | Kec. Gamping  | 29,25        | 76.212                         | 96.820                         | 51.363                         | 51.829                         | 103.192                        | 3527,93                        | 59            | 187/560  |

## Demographie
Grobeinteilung der Bevölkerung nach Altersgruppen (zum Zensus 2020)
| Altersgruppen | 00Männer | 00Frauen | zusammen |
| ------------- | -------- | -------- | -------- |
| 0 – 14        | 11.000   | 10.717   | 21.717   |
| 15 – 64       | 36.485   | 36.795   | 73.280   |
| 65+           | 3.878    | 4.317    | 8.195    |
| gesamt        | 51.363   | 51.829   | 103.192  |
| anteilig (%)  |          |          |          |
| 0 – 14        | 21,42    | 20,68    | 21,05    |
| 15 – 64       | 71,03    | 70,99    | 71,01    |
| 65+           | 7,55     | 8,33     | 7,94     |

### Bevölkerungsentwicklung
In den Ergebnissen der sieben Volkszählungen seit 1961 ist folgende Entwicklung ersichtlich:
| Einheit/Jahr     | 1961         | 1971         | 1980         | 1990         | 2000         | 2010         | 2020         |
| ---------------- | ------------ | ------------ | ------------ | ------------ | ------------ | ------------ | ------------ |
| Kec. Gamping     | 35.297       | 40.692       | 48.514       | 60.192       | 76.212       | 96.820       | 103.192      |
| Anteil in %      | 6,83         | 6,92         | 7,16         | 7,71         | 8,46         | 8,86         | 9,17         |
| Kab. Sleman      | 516.653      | 588.313      | 677.323      | 780.334      | 901.377      | 1.093.110    | 1.125.804    |
| Sonderregion DIY | 00 2.231.062 | 00 2.487.177 | 00 2.750.025 | 00 2.912.611 | 00 3.120.478 | 00 3.457.491 | 00 3.66.8719 |